# Zotzenheim
Zotzenheim est une municipalité (Ortsgemeinde en allemand) dans l'arrondissement de Mayence-Bingen en Rhénanie-Palatinat.

## Histoire
L'actuel Zotzenheim est mentionné pour la première fois dans un document datant de 771 : le monastère de Fulda reçoit en cadeau un vignoble à « Zarezanheim », situé dans le Wormsgau. À partir du 12e siècle, on trouve généralement les noms « Zozenheim » et « Zotzenheim », mais aussi « Zozinheim » (1133) et « Cotzinheim » (1405). En 1133, l'archevêque Adalbert Ier de Mayence acheta à un noble du nom de Hugo un domaine dans le village de Zotzenheim dans le Nahegau, dans le comté du comte Emicho von Schmidtburg, qu'il donna au chapitre de la cathédrale de Mayence. De ce dernier comte de la Nahe, Zotzenheim semble être passé aux Wild- et Raugrafen et plus tard aux comtes de Sponheim. 